# Leonardo De Mitri
Leonardo De Mitri, né le 31 août 1914 à Mola di Bari dans la région des Pouilles, et mort le 16 juillet 1956 à Ravenne en Émilie-Romagne, est un réalisateur et scénariste italien.

## Biographie
Critique de cinéma pour la presse, Leonardo De Mitri écrit notamment pour le quotidien Il Globo et le magazine Successo durant les années 1940, avant de passer à la réalisation et à l'écriture de scénarios durant la période d'après-guerre.
Il débute comme réalisateur en 1950 avec le film Angelo tra la folla avec Umberto Spadaro, Isa Pola et le jeune Angelo Maggio (it). Il réalise au cours de sa carrière huit films, dont les comédies Voleur malgré lui (Piovuto dal cielo) avec la française Cécile Aubry et Renato Rascel et Cani e gatti avec Titina De Filippo, Umberto Spadaro, Antonella Lualdi et Armando Francioli.
Leonardo De Mitri meurt prématurément à l'âge 41 ans à Ravenne.

## Filmographie

### Comme réalisateur
- 1950 : Un ange dans la foule (it) (Angelo tra la folla)
- 1953 : Martin Toccaferro (it)

### Comme réalisateur et scénariste
- 1951 : Virginité (Verginità)
- 1952 : L'angelo del peccato (it)
- 1952 : Cani e gatti (it)
- 1953 : Voleur malgré lui (it) (Piovuto dal cielo)
- 1955 : Altair (it)
- 1956 : Moglie e buoi (it)

### Comme scénariste
- 1949 : Femmina incatenata de Giuseppe Di Martino (it)

### Comme acteur
- 1949 : Marechiaro de Giorgio Ferroni
- 1949 : Giuliano bandit sicilien (I fuorilegge) d'Aldo Vergano